# ロシアの地方旗一覧
ロシアの地方旗一覧（ロシアのちほうはたいちらん）は、ロシア連邦の地方の旗の一覧。

## 共和国の旗
「ロシアの共和国」も参照

アディゲ共和国旗
アルタイ共和国旗
バシコルトスタン共和国旗
ブリヤート共和国旗
チェチェン共和国旗
チュヴァシ共和国旗
ダゲスタン共和国旗
イングーシ共和国旗
カバルダ・バルカル共和国旗
カルムイク共和国旗
カラチャイ・チェルケス共和国旗
カレリア共和国旗
コミ共和国旗
マリ・エル共和国旗
モルドヴィア共和国旗
北オセチア共和国旗
サハ共和国旗
タタールスタン共和国旗
トゥヴァ共和国旗
ウドムルト共和国旗
ハカス共和国旗
クリミア共和国旗
ドネツク人民共和国旗
ルガンスク人民共和国旗

## 地方の旗
「ロシアの地方」も参照

アルタイ地方旗
カムチャツカ地方旗
ハバロフスク地方旗
クラスノダール地方旗
クラスノヤルスク地方旗
ペルミ地方旗
プリモルスキー地方旗
スタヴロポリ地方旗
ザバイカリエ地方旗

## 州の旗
「ロシアの州」も参照

アムール州旗
アルハンゲリスク州旗
アストラハン州旗
ベルゴロド州旗
ブリャンスク州旗
チェリャビンスク州旗
イルクーツク州旗
イヴァノヴォ州旗
カリーニングラード州旗
カルーガ州旗
ケメロヴォ州旗
キーロフ州旗
コストロマ州旗
クルガン州旗
クルスク州旗
レニングラード州旗
リペツク州旗
マガダン州旗
モスクワ州旗
ムルマンスク州旗
ニジニ・ノヴゴロド州旗
ノヴゴロド州旗
ノヴォシビルスク州旗
オムスク州旗
オレンブルク州旗
オリョール州旗
ペンザ州旗
プスコフ州旗
ロストフ州旗
リャザン州旗
サハリン州旗
サマラ州旗
サラトフ州旗
スモレンスク州旗
スヴェルドロフスク州旗
タンボフ州旗
トムスク州旗
トヴェリ州旗
トゥーラ州旗
チュメニ州旗
ウリヤノフスク州旗
ヴラジーミル州旗
ヴォルゴグラード州旗
ヴォログダ州旗
ヴォロネジ州旗
ヤロスラヴリ州旗
ザポロージェ州旗
ヘルソン州旗

## 連邦市の旗

モスクワ市旗
サンクトペテルブルク市旗
セヴァストポリ市旗

## 自治州の旗

ユダヤ自治州旗

## 自治管区の旗
「ロシアの自治管区」も参照

チュクチ自治管区旗
ハンティ・マンシ自治管区旗
ネネツ自治管区旗
ヤマロ・ネネツ自治管区旗